# 2013 JV64
2013 JV64, também escrito como 2013 JV64, é um objeto transnetuniano que está localizado no disco disperso, uma região do Sistema Solar. Ele possui uma magnitude absoluta de 7,3 e tem um diâmetro estimado de 153 km.

## Descoberta
2013 JV64 foi descoberto no dia 7 de maio de 2013 pelo Outer Solar System Origins Survey.

## Órbita
A órbita de 2013 JV64 tem uma excentricidade de 0,573 e possui um semieixo maior de 73,023 UA. O seu periélio leva o mesmo a uma distância de 31,153 UA em relação ao Sol e seu afélio a 115 UA.